# تینتنبار، نیو ساوت ولز
تینتنبار (به انگلیسی: Tintenbar) یک منطقهٔ مسکونی در استرالیا است که در نیو ساوت ولز واقع شده‌است.